# Megachile devadatta
Megachile devadatta är en biart som beskrevs av Cockerell 1907. Megachile devadatta ingår i släktet tapetserarbin, och familjen buksamlarbin. Inga underarter finns listade i Catalogue of Life.